# Roger Zelazny
Roger Joseph Zelazny, född 13 maj 1937 i Euclid, Ohio, död 14 juni 1995 i Santa Fe, New Mexico, var en amerikansk fantasy- och science fictionförfattare. Han vann Nebulapriset tre gånger, 1965 för kortromanen He Who Shapes och samma år för långnovellen The Doors of His Face, the Lamps of His Mouth, 1975 för kortromanen Home Is the Hangman samt Hugopriset sex gånger. 
Zelazny är kanske mest känd för Amber-serien. Serien börjar med att en man vid namn Corwin vaknar upp på ett sjukhus med total minnesförlust vad gäller hans identitet. Han visar sig vara en av de nio prinsarna av Amber. Amber är det enda riktiga landet som finns; de oändligt många andra världarna, däribland vår egen, är enbart skuggor av Amber.
Zelazny dog i cancer 1995.

### Amberserien
(samtliga i översättning av Ylva Spångberg)
- 1971 – Nio prinsar i Amber (B. Wahlström, 1997) (Nine Princes in Amber)
- 1972 – Vapen från Avalon (B. Wahlström, 1998) (The Guns of Avalon)
- 1975 – Enhörningens tecken (B. Wahlström, 1998) (Sign of the Unicorn)
- 1976 – Oberons hand (B. Wahlström, 1999) (The Hand of Oberon)
- 1978 – Kaos hov (B. Wahlström, 1999) (The Courts of Chaos)
- 1985 – Ödets trumfar (B. Wahlström, 2000) (Trumps of Doom)
- 1986 – Ambers blod (B. Wahlström, 2000) (Blood of Amber)
- 1987 – Logrus tecken (B. Wahlström, 2001) (Sign of Chaos)
- 1989 – Skuggornas riddare (B. Wahlström, 2002) (Knight of Shadows)
- 1991 – Makternas prins (B. Wahlström, 2003) (Prince of Chaos)

### Övriga
- 1966 – …And Call Me Conrad
- 1966 – The Dream Master
- 1967 – Lord of Light
- 1969 – Creatures of Light and Darkness
- 1969 – Isle of the Dead
- 1969 – Damnation Alley
- 1971 – Jack of Shadows
  - Skuggornas herre (översättning Roland Adlerbeth, Bernce, 1974)
- 1973 – Today We Choose Faces
- 1973 – To Die in Italbar
- 1976 – Doorways in the Sand
- 1976 – Bridge of Ashes
- 1979 – Roadmarks
- 1981 – Changeling
- 1981 – Madwand
- 1981 – The Changing Land
- 1982 – Dilvish, the Damned
- 1982 – Eye of Cat
- 1987 – A Dark Traveling
- 1992 – Here There Be Dragons – Way up High
- 1993 – A Night in the Lonesome October